# География на Нидерландия
Кралство Нидерландия е страна в Западна Европа и има стратегическо местоположение за Западна Европа.

## Географско положение, граници, големина, брегова линия
Страната заема крайната западна, най-ниска част на Средноевропейската равнина. В съвременните си граници Нидерландия има площ от 41 526 km². От тях 33 883 km² (81,6%) е суша, а 7643 km² (18,4%) – вода. Нидерландия граничи с 2 държави по суша. На Изток с Германия (дължина на границата 577 km) и на юг с Белгия (486 km). На северозапад има 1200 km брегова линия със Северно море. Максималната дължина на страната от север на юг е приблизително 300 km, а от запад на изток около 200 km. Бреговете на север са силно разчленени от плитките заливи на Северно море, а на юг от фуниевидншти устия на реките Рейн, Маас и Шелда (Схелде). Покрай бреговете на страната се простира пояс от дюни с височина до 56 m и са изградени многочислени преградни стени и дамби (над 3000 km), защитаващи крайбрежните низини от заливането им с морска вода. На север, в резултат от пробива на дюните от морето, се е образувала групата на Западнофризийските острови, отделени от континента чрез плитчини, наречни „вати“.
Територията на Нидерландия се простира между 50°45′ и 53°33′с.ш. и между 3°21′ и 7°14′и.д. Крайните точки на страната са следните:
- крайна северна точка – (53°33′23″ с. ш. 6°29′38″ и. д. / 53.556389° с. ш. 6.493889° и. д.), на остров Ротумерог от Западнофризийските острови.
- крайна южна точка – (50°45′01″ с. ш. 5°54′54″ и. д. / 50.750278° с. ш. 5.915° и. д.), на границата с Белгия, при градчето Клайн Кутинген.
- крайна западна точка – (51°18′54″ с. ш. 3°21′30″ и. д. / 51.315° с. ш. 3.358333° и. д.), на границата с Белгия, при град Слейс.
- крайна източна точка – (53°10′49″ с. ш. 7°13′39″ и. д. / 53.180278° с. ш. 7.2275° и. д.), на границата с Германия, при град Нивесманс.

## Релеф
Територията на Холандия е почти изключително равнинна, като около една трета е под морското равнище и е укрепена с диги. Поради тази си особеност всъщност страната носи официално название Нидерландия, което означава „Ниска земя“. Възприетото в България име Холандия е взето от названието на две от провинциите – Северна и Южна Холандия, в които е съсредоточена по-голямата част от населението на страната. Най-ниската точка е на 6,5 m под морското равнище и е близо до Ротердам, а най-високата – 321 m е в югоизточната част на страната, в крайните северни разклонения на Ардените. Около една шеста от територията се състои от водни площи – езера, реки и канали. Около 40% от територията на Нидерландия е разположена под морското равнище и само 2% – над 50 m. Ниските райони се намират под постоянна опасност от наводнения при нахлуването на морски води по време на щормове. Катастрофалното наводнение през 1282 г. е довело до образуването на залива Зьойдерзе. Пре 1960-те години е изградена 33 km преградна стена (дамба) и заливът е превърнат в езеро, голяма част от което впоследствие е осушено и превърнато в обработваеми земи, т.нар. полдери. Източните части на страната са заети от хълмисти моренни равнини, а в централните (особено на юг и югоизток от Зьойдерзе) са се съхранили дълги моренни валове с височина до 106 m. На юг са разпространени древни речни тераси покрити с льос.

## Геоложки строеж, полезни изкопаеми
Северната част на Нидерландия е изградена предимно от съвременни и плейстоценски пясъчно-глинести морски и речни наслаги, източната – от ледникови и флувиоглациални наслаги, а делтите на Рейн, Маас и Шелда – от алувиални наслаги. Територията на провинция Лимбург е изградена основно от варовици, мергели и креди с мезозойска, палеогенска и неогенска възраст, с които са свързани находищата на каменни и кафяви въглища. По-древни скали са открити при сондажни кладенци и открити кариерни разработки. Седиментните слоеве залягат спокойно, образувайки само в средната част на страната т.нар. Централнонидерландски вал, простиращ се от Рейнските шистови планини в Германия през залива Зьойдерзе в северозападно направление. На изток и запад от него се намират области на относителни падини, към които са привързани находищата на нефт и газ (Слохтерен). Находища на нефт и газ има и в пределите на шелфа на Северно море. В страната има и малки находища на торф, каменна сол и каолин.

## Климат
Нидерландия е разположена в умерения климатичен пояс на Северното полукълбо. Близостта до морето и преобладаващият югозападен вятър придават на климата изявен морски характер, като само най-източните части на страната изпитват влиянието на континенталния климат. Зимата е мека, а лятото прохладно с достатъчно валежи. Често явление са мъглите. Средната температура през януари е 1 – 3 °C, а през юли – 16 – 17 °C. Годишната сума на валежите е 650 – 750 mm, най-вече под формата на дъжд, снеговалежите са редки. Слънчевите дни са малко, времето се променя бързо, с чести тежки мъгли, които понякога се отразяват на работата на транспорта.

## Води
Речната мрежа на страната е много гъста. На холандска територия се вливат в Северно море три от най-важните в стопанско отношение реки на Западна Европа: Рейн, Маас и Схелде, които формират голяма делта. Заедно със своите разклонения и изкуствено прокопаните канали те са от изключително значение за водния транспорт на страната. Общият им среден годишен отток е около 2500 m³/s. Реките са пълноводни целогодишно, съединени са с канали и оттокът им е урегулиран. Наслагването на носените от тях наноси постепенно повдигат нивото им над обкръжаващата ги низина, поради което навсякъде са заградени с водозащитни диги.

## Почви, растителност, животински свят
В приморските райони на страната (полдерите) са развити плодородни иловати почви, а по долините на реките – алувиално-ливадни. На север и изток преобладават ливадно-подзолистите, на места блатни почви. Около 70% от територията на Нидерландия е заета от културни ландшафти (ливади, пасища, селища и др.). Горите съставени предимно от дъб, бук, габър и ясен с примеси от тис са представени в отделни малки горски масиви и заедно с изкуствените насаждения и крайпънвините лесозаграждения заемат 8% от територията на страната. Като високо индустриализирана и гъсто населена страна Нидерландия полага големи грижи за запазване на природната среда. Създадени са многобройни природни резервати, в които са представени над 180 вида горски, водни и блатни птици: водни патици, рибари, чайки и др. Влажният и мек климат е благоприятен за зелените почти през цялата година пасища, които заемат по-голямата част от територията.

## Защитени територии
В Нидерландия има 20 национални парка и няколко природни резервата, общата площ на защитените територии е над 127 хектара.

## Природни райони
В зависимост от геоложкия строеж, релефа, климата, почвите и растителността територията на Нидерландия се подела на 5 природни района.
- Крайбрежен район – с преобладаване на дюни и полдери.
- Източен район – с равнинни и хълмисто-горски ландшафти (гести).
- Делтата на Рейн, Маас и Шелда – с многочислени протоци и острови.
- Южен район – обширна пясъчно-глинеста равнина.
- Предпланините на Ардените – хълмисто-горски ландшафти с дълбоко врязани долини.[2]